# Стормонт, Рошель
Рошель Энн Стормонт (англ. Rochelle Anne Stormont; род. 21 июля 1982, Пукекохе) — новозеландская дзюдоистка, представительница суперлёгкой и полулёгкой весовых категорий. Выступала за сборную Новой Зеландии по дзюдо во второй половине 1990-х — первой половине 2000-х годов, чемпионка Океании, пятикратная победительница национальных первенств, участница летних Олимпийских игр в Афинах.

## Биография
Рошель Стормонт родилась 21 июля 1982 года в городе Пукекохе региона Окленд.
Впервые заявила о себе в 1997 году, выиграв чемпионат Новой Зеландии в суперлёгкой весовой категории.
В 2000 году вновь одержала победу в зачёте национального первенства, выиграла серебряную медаль на молодёжном чемпионате Океании в Сиднее, взяла бронзу на международном турнире в Мельбурне.
В 2001 году в третий раз стала чемпионкой Новой Зеландии по дзюдо в суперлёгком весе, дебютировала на этапах Кубка мира в Роттердаме и Риме.
Первого серьёзного успеха на международной арене добилась в сезоне 2002 года, когда вошла в основной состав новозеландской национальной сборной и побывала на домашнем чемпионате Океании в Веллингтоне, откуда привезла награду серебряного достоинства, выигранную в категории до 48 кг — в финальном решающем поединке уступила австралийке Джулии Серрано.
В 2003 году в очередной раз одержала победу на чемпионате Новой Зеландии и выступила на мировом первенстве в Осаке, где была остановлена в 1/16 финала.
Поднявшись в полулёгкую весовую категорию, в 2004 году Стормонт одолела всех соперниц на чемпионате Новой Зеландии, став таким образом пятикратной чемпионкой страны, и на чемпионате Океании в Нумеа, получила серебряную медаль на международном турнире в Стамбуле. Благодаря череде удачных выступлений удостоилась права защищать честь страны на летних Олимпийских играх в Афинах, тем не менее, провела здесь только один единственный поединок — уже на предварительном этапе с иппоном потерпела поражение от представительницы Румынии Йоаны Марии Алуаш. Вскоре по окончании этих соревнований приняла решение завершить спортивную карьеру, уступив место в сборной молодым новозеландским дзюдоисткам.
Впоследствии вышла замуж и сменила фамилию на Йоакли.